# Frankenhardt
Frankenhardt es un municipio alemán perteneciente al distrito de Schwäbisch Hall de Baden-Wurtemberg.
El municipio comprende un conjunto de áreas rurales en la periferia meridional y occidental de la ciudad de Crailsheim. Frankenhardt fue fundado entre 1974 y 1975 mediante la fusión de tres antiguos municipios: Gründelhardt, Honhardt y Oberspeltach. En el término municipal hay treinta y nueve localidades, de las cuales las más importantes son las tres antiguas capitales municipales citadas. La localidad más poblada es Oberspeltach, pero la sede del ayuntamiento está en Gründelhart.
A 31 de diciembre de 2017 tiene 4821 habitantes.
El municipio es conocido por albergar el Burgbergturm, una torre de madera de treinta metros de altura construida sobre una colina en el campo en 1885, desde la cual se puede ver una panorámica completa de Crailsheim y sus alrededores. Originalmente era una casa de guardabosques, pero actualmente se usa con fines turísticos.